# 198 př. n. l.

## Události
- bitva u Pania – Antiochos III. Veliký z dynastie Seleukovců porazil ptolemaiovský Egypt a získal tak jižní Sýrii a Palestinu.
- Titus Quinctius Flamininus poráží makedonského krále Filipa V.

## Hlavy států
- Čína – Kao-cu  (206–195 př. n. l.)
- Seleukovská říše – Antiochos III. Megás  (223–187 př. n. l.)
- Řecko-baktrijské království – Demetrius I.  (200–180 př. n. l.)
- Parthská říše – Arsakés II.  (211–185 př. n. l.)
- Egypt – Ptolemaios V. Epifanés  (204–180 př. n. l.)
- Bosporská říše – Spartacus V.  (200–180 př. n. l.)
- Pontus – Mithridates III.  (220–185 př. n. l.)
- Kappadokie – Ariarathes IV.  (220–163 př. n. l.)
- Bithýnie – Prusias I.  (228–182 př. n. l.)
- Pergamon – Attalos I.  (241–197 př. n. l.)
- Sparta – Nabis  (206–192 př. n. l.)
- Athény – Philon  (199–198 př. n. l.) » Diodotus  (198–197 př. n. l.)
- Makedonie – Filip V.  (221–179 př. n. l.)
- Epirus – vláda épeiroské ligy  (231–167 př. n. l.)
- Římská republika – konzulové Sextus Aelius Paetus Catus a Titus Quinctius Flamininus (198 př. n. l.)
- Numidie – Masinissa  (202–148 př. n. l.)